# Le Teich
Ne doit pas être confondu avec Établissement thermal du Teich.
Le Teich (prononcé [lə tɛʃ])  est une commune du Sud-Ouest de la France, dans le département de la Gironde, en région Nouvelle-Aquitaine.
Ses habitants sont appelés les Teichois.

## Géographie

### Localisation
Le Teich, à l'est d'Arcachon, est située sur le delta de l'Eyre en Pays de Buch au sud du Bassin d'Arcachon et fait partie du Parc naturel régional des Landes de Gascogne. La commune est limitrophe du département des Landes.

### Communes limitrophes
Les communes limitrophes sont Biganos, Gujan-Mestras, Mios, Salles et Sanguinet.
|               | Bassin d'Arcachon  | Biganos                     |
| Gujan-Mestras | du Teich           | Mios                        |
|               | Sanguinet (Landes) | Salles (par un quadripoint) |

### Climat
Pour des articles plus généraux, voir Climat de la Nouvelle-Aquitaine et Climat de la Gironde.
Historiquement, la commune est exposée à un climat océanique aquitain.  
En 2020, Météo-France publie une typologie des climats de la France métropolitaine dans laquelle la commune est exposée à un climat océanique et est dans la région climatique Littoral charentais et aquitain, caractérisée par une pluviométrie élevée en automne et en hiver, un bon ensoleillement, des hiver doux (6,5 °C), soumis à la brise de mer.
Pour la période 1971-2000, la température annuelle moyenne est de 13,1 °C, avec une amplitude thermique annuelle de 13,9 °C. Le cumul annuel moyen de précipitations est de 959 mm, avec 12,7 jours de précipitations en janvier et 6,9 jours en juillet. Pour la période 1991-2020, la température moyenne annuelle observée sur la station météorologique la plus proche, située sur la commune de Belin-Béliet à 24 km à vol d'oiseau, est de 14,0 °C et le cumul annuel moyen de précipitations est de 927,7 mm,. Pour l'avenir, les paramètres climatiques de la commune estimés pour 2050 selon différents scénarios d’émission de gaz à effet de serre sont consultables sur un site dédié publié par Météo-France en novembre 2022.

## Urbanisme

### Typologie
Au 1er janvier 2024, Le Teich est catégorisée ceinture urbaine, selon la nouvelle grille communale de densité à sept niveaux définie par l'Insee en 2022.
Elle appartient à l'unité urbaine de La Teste-de-Buch-Arcachon, une agglomération intra-départementale regroupant quatre  communes, dont elle est une commune de la banlieue,,. Par ailleurs la commune fait partie de l'aire d'attraction de Bordeaux, dont elle est une commune de la couronne,. Cette aire, qui regroupe 275 communes, est catégorisée dans les aires de 700 000 habitants ou plus (hors Paris),.
La commune, bordée par l'océan Atlantique, est également une commune littorale au sens de la loi du 3 janvier 1986, dite loi littoral. Des dispositions spécifiques d’urbanisme s’y appliquent dès lors afin de préserver les espaces naturels, les sites, les paysages et l’équilibre écologique du littoral, tel le principe d'inconstructibilité, en dehors des espaces urbanisés, sur la bande littorale des 100 mètres, ou plus si le plan local d’urbanisme le prévoit.

### Occupation des sols

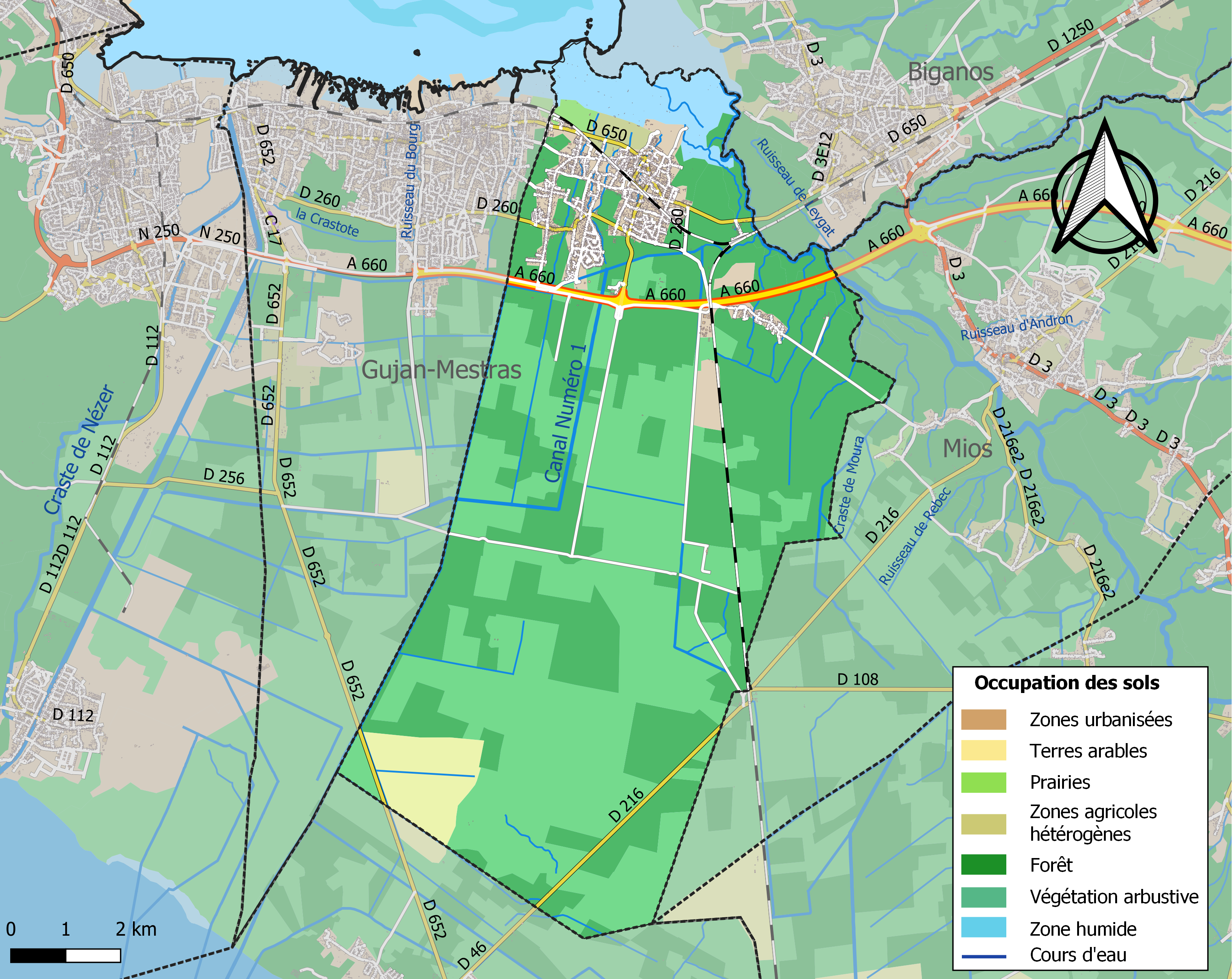
Carte des infrastructures et de l'occupation des sols de la commune en 2018 (CLC).

L'occupation des sols de la commune, telle qu'elle ressort de la base de données européenne d’occupation biophysique des sols Corine Land Cover (CLC), est marquée par l'importance des forêts et milieux semi-naturels (85,7 % en 2018), en diminution par rapport à 1990 (86,6 %). La répartition détaillée en 2018 est la suivante : 
forêts (43,9 %), milieux à végétation arbustive et/ou herbacée (41,9 %), zones urbanisées (5,8 %), terres arables (3,3 %), zones humides côtières (3,2 %), zones industrielles ou commerciales et réseaux de communication (0,7 %), zones agricoles hétérogènes (0,7 %), prairies (0,4 %), espaces verts artificialisés, non agricoles (0,3 %). L'évolution de l’occupation des sols de la commune et de ses infrastructures peut être observée sur les différentes représentations cartographiques du territoire : la carte de Cassini (XVIIIe siècle), la carte d'état-major (1820-1866) et les cartes ou photos aériennes de l'IGN pour la période actuelle (1950 à aujourd'hui).

### Voies de communication et transports

#### Voies de communication
On peut y accéder par l'autoroute A660 (sortie no 3) ainsi que par le train : la gare du Teich est située sur la ligne Lamothe - Arcachon et est desservie par des TER Nouvelle-Aquitaine reliant Bordeaux à Arcachon. Les bus du réseau Baïa desservent la commune (lignes 5 et 6).

#### Transports
- Gare du Teich desservie par la ligne TER Nouvelle-Aquitaine Arcachon ↔ Bordeaux
- Réseau de bus Baïa. Le Teich est desservie par les lignes 5, 6 et 8[18].
- Réseau de bus électriques ého. Ces bus sont gratuits.

### Risques majeurs
Le territoire de la commune du Teich est vulnérable à différents aléas naturels : météorologiques (tempête, orage, neige, grand froid, canicule ou sécheresse), inondations, feux de forêts et séisme (sismicité très faible). Un site publié par le BRGM permet d'évaluer simplement et rapidement les risques d'un bien localisé soit par son adresse soit par le numéro de sa parcelle.
La commune fait partie du territoire à risques importants d'inondation (TRI) d’Arcachon, regroupant les 10 communes du bassin d'Arcachon concernées par un risque de submersion marine, un des 18 TRI qui ont été arrêtés fin 2012 sur le bassin Adour-Garonne. Aux XXe et XXIe siècles, les événements significatifs sont ceux de 1882, 1896, 1897 puis 1924, 1951, 1984 et 1999. Au XXe siècle, les tempêtes Klaus, entre le 23 et le 25 janvier 2009 et Xynthia des 27 et 28 février 2010 ont marqué les esprits. Des cartes des surfaces inondables ont été établies pour trois scénarios : fréquent (crue de temps de retour de 10 ans à 30 ans), moyen (temps de retour de 100 ans à 300 ans) et extrême (temps de retour de l'ordre de 1 000 ans, qui met en défaut tout système de protection). La commune a été reconnue en état de catastrophe naturelle au titre des dommages causés par les inondations et coulées de boue survenues en 1982, 1993, 1999, 2009, 2014 et 2020,.
Le Teich est exposée au risque de feu de forêt. Depuis le 20 avril 2016, les départements de la Gironde, des Landes et de Lot-et-Garonne disposent d’un règlement interdépartemental de protection de la forêt contre les incendies. Ce règlement vise à mieux prévenir les incendies de forêt, à faciliter les interventions des services et à limiter les conséquences, que ce soit par le débroussaillement, la limitation de l’apport du feu ou la réglementation des activités en forêt. Il définit en particulier cinq niveaux de vigilance croissants auxquels sont associés différentes mesures,.

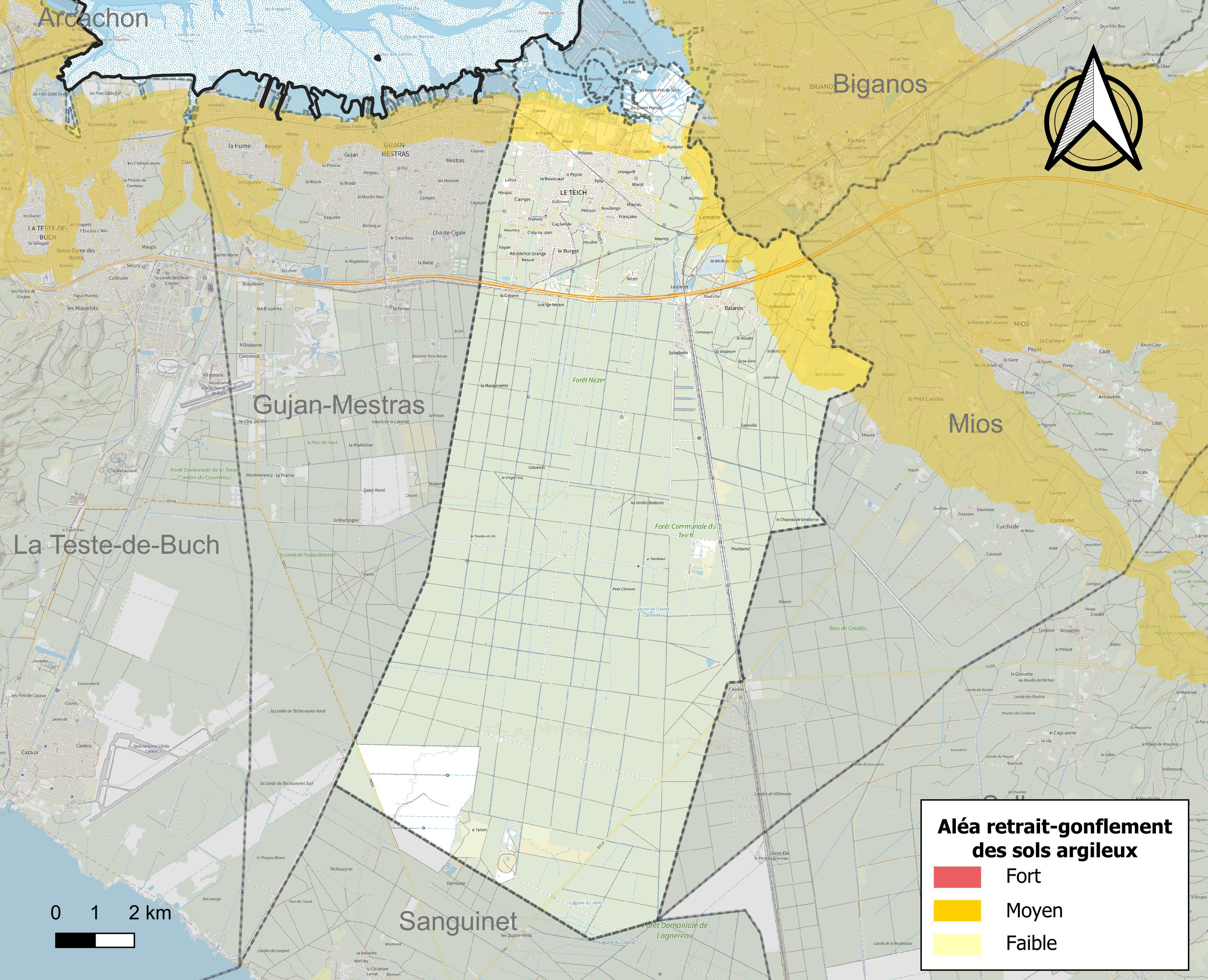
Carte des zones d'aléa retrait-gonflement des sols argileux du Teich.

Le retrait-gonflement des sols argileux est susceptible d'engendrer des dommages importants aux bâtiments en cas d’alternance de périodes de sécheresse et de pluie. 7,7 % de la superficie communale est en aléa moyen ou fort (67,4 % au niveau départemental et 48,5 % au niveau national). Sur les 3 074 bâtiments dénombrés sur la commune en 2019,  264 sont en aléa moyen ou fort, soit 9 %, à comparer aux 84 % au niveau départemental et 54 % au niveau national. Une cartographie de l'exposition du territoire national au retrait gonflement des sols argileux est disponible sur le site du BRGM,.
Concernant les mouvements de terrains, la commune a été reconnue en état de catastrophe naturelle au titre des dommages causés par la sécheresse en 2003 et par des mouvements de terrain en 1999.

## Toponymie
Le toponyme est documenté sous les formes [deu] Teys en 1276; [deu] Tilh en 1300; [de] Teissi en 1300; Teys en 1311; Tahis,Taix, Tais; [Au]teis en 1338; [deu] Theis en 1342; Lo Theys en 1357, Le Teix en 1630.
La présence de l'article défini masculin roman dans les formes les plus précoces est sans doute l'indice d’une formation toponymique médiévale et, du moins, d’un ancien nom commun utilisé dans le dialecte roman local avant de se fixer dans la toponymie. Il peut s'agir du mot gascon teich / teish, autrement tèch, prononcé [tɛʃ], issu du latin taxus et signifiant « if ». Albert Dauzat qui ne cite pas de forme ancienne, sans doute n'en connaît-il pas, penche plutôt pour le mot occitan tech « toit ». Cependant l’hypothèse du nom gascon de l’if est appuyée par l'existence de plusieurs autres lieux-dits Le Teich, Le Taich, dont Le Taich (Aude, Tais en 1176, Taixum en 1207, [de] Taisso en 1232; Taxum en 1234; Taix en 1781) qui contient manifestement le nom du taxus en occitan / catalan et dont certaines formes anciennes sont tout à fait identiques à celle du Teich (voir supra). En outre, la forme fautive deu Tilh « du tilleul » renvoie à un autre nom d’arbre très fréquent en toponymie et conforte l'idée que le toponyme est compris comme un nom d'arbre. Bénédicte Boyrie-Fénié fait toutefois remarquer que la forme teish est en usage dans les Pyrénées et signale un mot local tach / taish d'étymologie inconnue, qui signifie « banc de sable » et qui pourrait également constituer un bon étymon pour cette commune qui s'est développée sur le delta de l'Eyre. La ressemblance graphique avec le mot allemand Teich  « mare, étang » n'est que visuelle et tout à fait fortuite car il se prononce [taɪ̯ç] et est issu du vieux haut allemand tīch, doublet de Deich, qui remonte au germanique commun *dīkaz, d'où procède également le néerlandais dijk qui a donné digue. Le passage du [d-] initial germanique à [t-] est propre au vieux haut allemand, tout comme celui de [-k] à [-ç].
Le nom de la commune est Lo Teish [lu tɛʃ] en gascon.

## Histoire

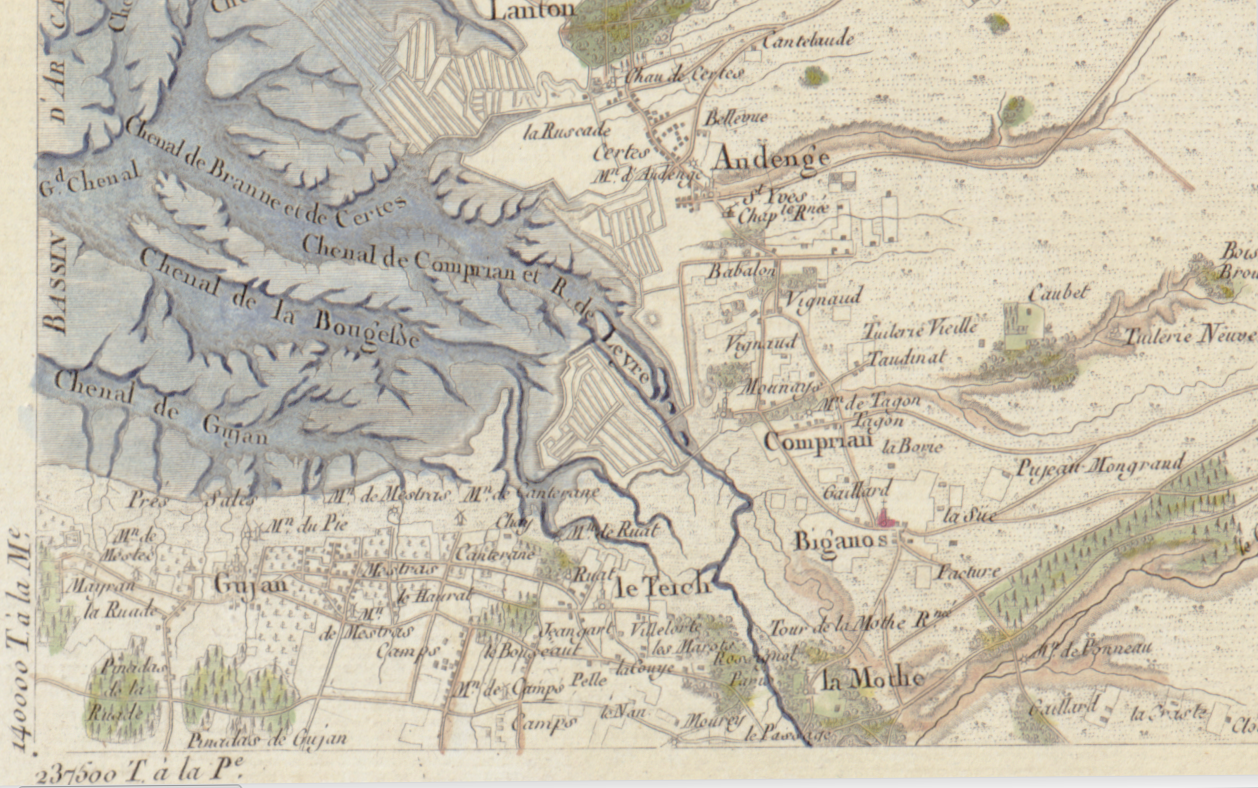
Le Teich et le delta de la Leyre sur la carte de Cassini.

C'est sur le territoire actuel des communes du Teich et de Biganos, sur les bords de l'Eyre que s'installèrent les premiers habitants du Bassin d'Arcachon, les Boïates, quelques siècles avant notre ère. Ce peuple a été identifié dès l'époque romaine. On le retrouve ainsi sur les listes établies par Pline l'Ancien. Ils ont laissé des traces de leurs sépultures à incinération, sous tumulus ou en tombes plates.
Puis, dès le Ier siècle, avec l'arrivée des Romains, une cité gallo-romaine appelée Boïos et un port furent fondés comme en témoignent les vestiges archéologiques découverts sur le site de Biganos-Lamothe. Cette cité était une étape de la voie côtière menant de Bordeaux à Dax en usage dès l'époque protohistorique et relevé comme un des deux itinéraires privilégiés par les romains pour rallier le sud aquitain.
Lors des dernières fouilles furent mis au jour les soubassements de bâtiments de l'époque gallo-romaine et mérovingienne dont un fanum et un entrepôt.
À l'époque médiévale, afin de se prémunir des invasions maritimes, plusieurs tours d'observation furent érigées autour du bassin d'Arcachon. L'une d'entre elles fut élevée à l'emplacement actuel du château de Ruat. C'est à partir de ce bâtiment primitif que devait se développer et se transformer depuis la fin de l'époque médiévale jusqu'au XVIIIe siècle ce qui devait devenir la demeure des Captaux de Buch.
Actuellement, cette demeure est toujours habitée par des descendants des fameux captaux de la seigneurie de Buch. À noter qu'après la visite de l'empereur Napoléon III à son ministre de l'intérieur le général Charles-Marie-Esprit Espinasse, époux de la fille du châtelain, Adrien Festugière, les grilles de l'allée furent définitivement closes jusqu'à aujourd'hui.
Le Teich se trouve sur le chemin du pèlerinage de Saint-Jacques-de-Compostelle, par la voie de Soulac.

## Politique et administration
La commune fait partie depuis le 7 décembre 2001 de la communauté d'agglomération du Bassin d'Arcachon Sud - Pôle Atlantique abrégée en COBAS. Cette intercommunalité fait suite au district sud bassin.

### Liste des maires
| Période                                  | Période      | Identité         | Étiquette          | Qualité |
| ---------------------------------------- | ------------ | ---------------- | ------------------ | --- |
| Les données manquantes sont à compléter. |              |                  |                    | |
| 1925                                     | 1928         | Marcel Legrand   | Cartel des gauches | Peintre et sculpteur, |
| ca. 1960                                 |              | René Dauriac     |                    | |
| 1962                                     | mars 1989    | Claude Laymand   | UDF-CDS            | Président du PNR des Landes de Gascogne |
| mars 1989                                | janvier 2023 | François Deluga  | PS                 | Agent général d'assurances Conseiller régional d'Aquitaine (1998 → 2001 et 2004 → 2008) Vice-président du conseil régional (2008) Député de la Gironde (8e circ.) (1997 → 2002 et 2008 → 2012) Président de la COBAS (2001 → 2008) puis vice président (2008 → 2023) Réélu pour le mandat 2020-2026, Démissionnaire, |
| février 2023                             | En cours     | Karine Desmoulin | PS                 | Assistante de direction, ancienne première adjointe Conseillère départementale de Gujan-Mestras (2021 → ) Vice-présidente de la COBAS (2013→ ) Présidente de Gironde Tourisme |

### Jumelages
- Briones (Espagne) depuis 2007[42]

## Population et société

### Démographie
L'évolution du nombre d'habitants est connue à travers les recensements de la population effectués dans la commune depuis 1793. Pour les communes de moins de 10 000 habitants, une enquête de recensement portant sur toute la population est réalisée tous les cinq ans, les populations de référence des années intermédiaires étant quant à elles estimées par interpolation ou extrapolation. Pour la commune, le premier recensement exhaustif entrant dans le cadre du nouveau dispositif a été réalisé en 2005.

En 2022, la commune comptait 9 213 habitants, en évolution de +19,18 % par rapport à 2016 (Gironde : +6,91 %, France hors Mayotte : +2,11 %).
| 1793 | 1800 | 1806 | 1821 | 1831 | 1836 | 1841 | 1846  | 1851  |
| ---- | ---- | ---- | ---- | ---- | ---- | ---- | ----- | ----- |
| 829  | 716  | 778  | 890  | 903  | 950  | 992  | 1 066 | 1 110 |

| 1856  | 1861  | 1866  | 1872  | 1876  | 1881  | 1886  | 1891  | 1896  |
| ----- | ----- | ----- | ----- | ----- | ----- | ----- | ----- | ----- |
| 1 207 | 1 222 | 1 301 | 1 284 | 1 308 | 1 314 | 1 398 | 1 366 | 1 370 |

| 1901  | 1906  | 1911  | 1921  | 1926  | 1931  | 1936  | 1946  | 1954  |
| ----- | ----- | ----- | ----- | ----- | ----- | ----- | ----- | ----- |
| 1 369 | 1 422 | 1 526 | 1 313 | 1 385 | 1 359 | 1 380 | 1 333 | 1 518 |

| 1962  | 1968  | 1975  | 1982  | 1990  | 1999  | 2005  | 2006  | 2010  |
| ----- | ----- | ----- | ----- | ----- | ----- | ----- | ----- | ----- |
| 1 658 | 1 680 | 2 176 | 2 946 | 3 607 | 4 822 | 5 830 | 6 048 | 6 586 |

| 2015  | 2020  | 2022  | - | - | - | - | - | - |
| ----- | ----- | ----- | - | - | - | - | - | - |
| 7 682 | 8 794 | 9 213 | - | - | - | - | - | - |

| selon la population municipale des années : | 1968 | 1975 | 1982 | 1990 | 1999 | 2006 | 2009 | 2013 |
| Rang de la commune dans le département      | 70   | 62   | 51   | 53   | 44   | 39   | 39   | 38   |
| Nombre de communes du département           | 548  | 543  | 543  | 542  | 542  | 542  | 542  | 542  |

### Manifestations culturelles et festivités
Depuis 2014, la commune dispose d'un centre culturel, baptisé L'Ekla au sein d'un bâtiment qui regroupe une salle de spectacle de 500 places, la médiathèque et l'école de musique. Le bâtiment a été implanté entre le collègue et l'un des deux groupes scolaires élémentaires.
Les fêtes du Teich, appelées Music O Teich, ont lieu tous les ans vers la mi-juillet, avec l'organisation de nombreux concerts sur trois soirs dont l'apogée est le feu d'artifice du 14-Juillet.

### Enseignement
Le Teich dispose de deux écoles primaires (maternelle et élémentaire): les écoles du Delta et celle du Val des Pins. La commune est également dotée d'un collège.
Dans la nuit du samedi 14 septembre 2019 au dimanche, un incendie détruit partiellement l'école du Delta (deux salles de classe, une salle informatique, la bibliothèque ainsi que la cantine).

### Sports et loisirs
Cirque
- Fondé en 2014, l'école de cirque Cirkini forme des passionnés dès l'âge de 3 ans

#### Football
- Fondé en 1927, le club de la Jeunesse Sportive Teichoise (JST)[54] évolue principalement au niveau départemental et district[55].

#### Handball
- La commune du Teich regroupe aussi un important club de handball HBCT (Handball Club Teichois). Les sections seniors masculines et féminines évoluent en 2019 au niveau départemental[56],[57].

#### Danse
- La commune du Teich dispose d'un club de danse

#### Judo
- Le Club de Judo Teichois a vu plusieurs de ses adhérents, obtenir des résultats au niveau régional et même national.[Quand ?]. Les entraînements se pratiquent dans le tout nouveau dojo, un des plus grands de Gironde.

#### Cyclisme
- On peut aussi pratiquer le cyclisme puisque qu'une piste cyclable permet de faire le tour du bassin en passant par Le Teich.

#### Équitation
- On pratique également l'équitation à travers les plaines du delta.

#### Canoë-kayak
- L'activité la plus importante est le canoé-kayak, le long du delta de la Leyre. La rivière serpente à travers la forêt landaise et les plaines du delta. On peut accéder à ces activités à partir de la maison de la Nature de Lamothe et on peut effectuer des trajets de 10 kilomètres (au départ de Mios), voire de 20 kilomètres (au départ de Salles).

#### Bassin de baignade
La zone du port de plaisance est équipée d'un bassin de baignade alimenté à la marée haute par une conduite reliée à l'un des bras de la Leyre, commandée par une vanne. La baignade est surveillée en période estivale.

## Culture locale et patrimoine

### Lieux et monuments
- Église Saint-André du Teich.

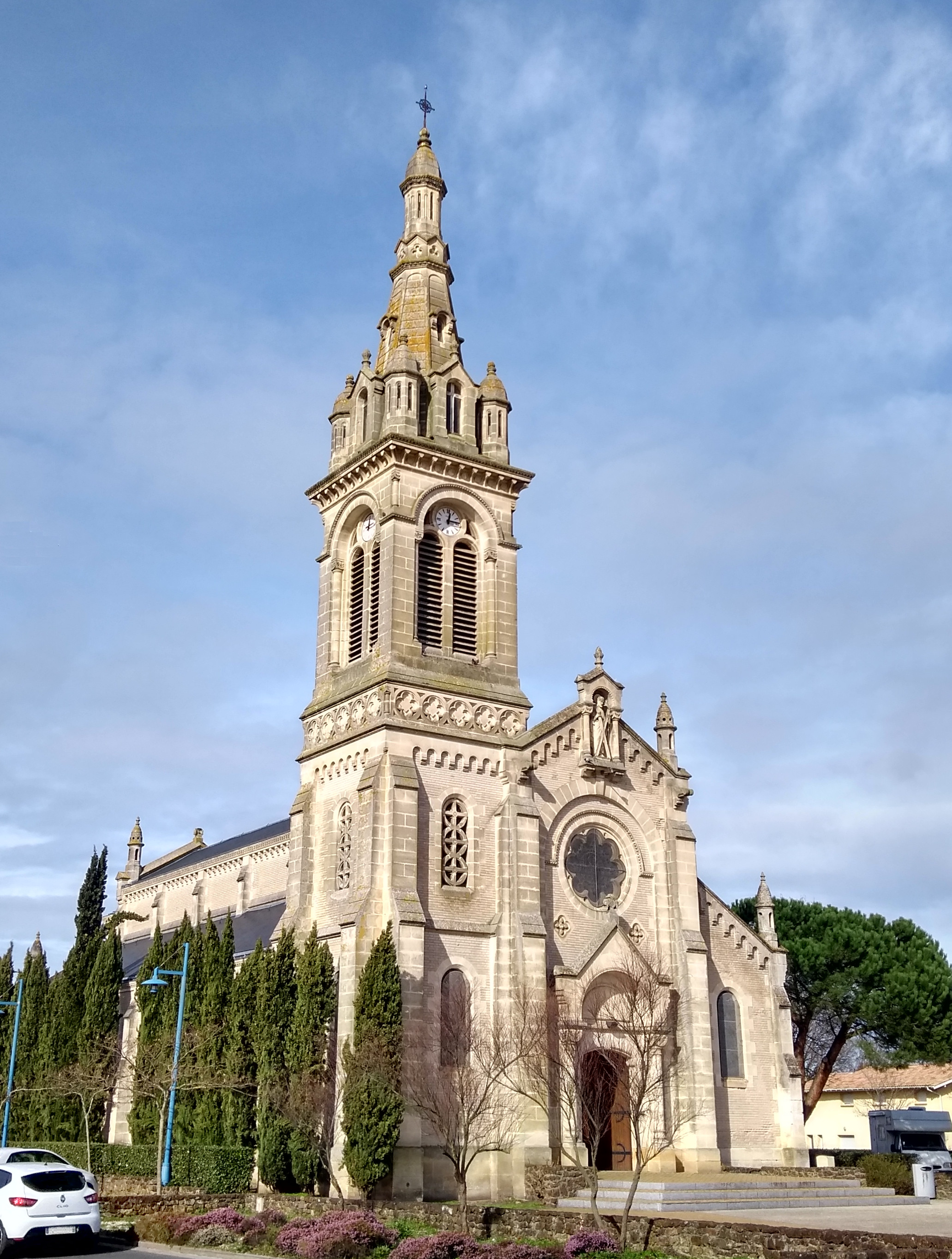
Église Saint-André.

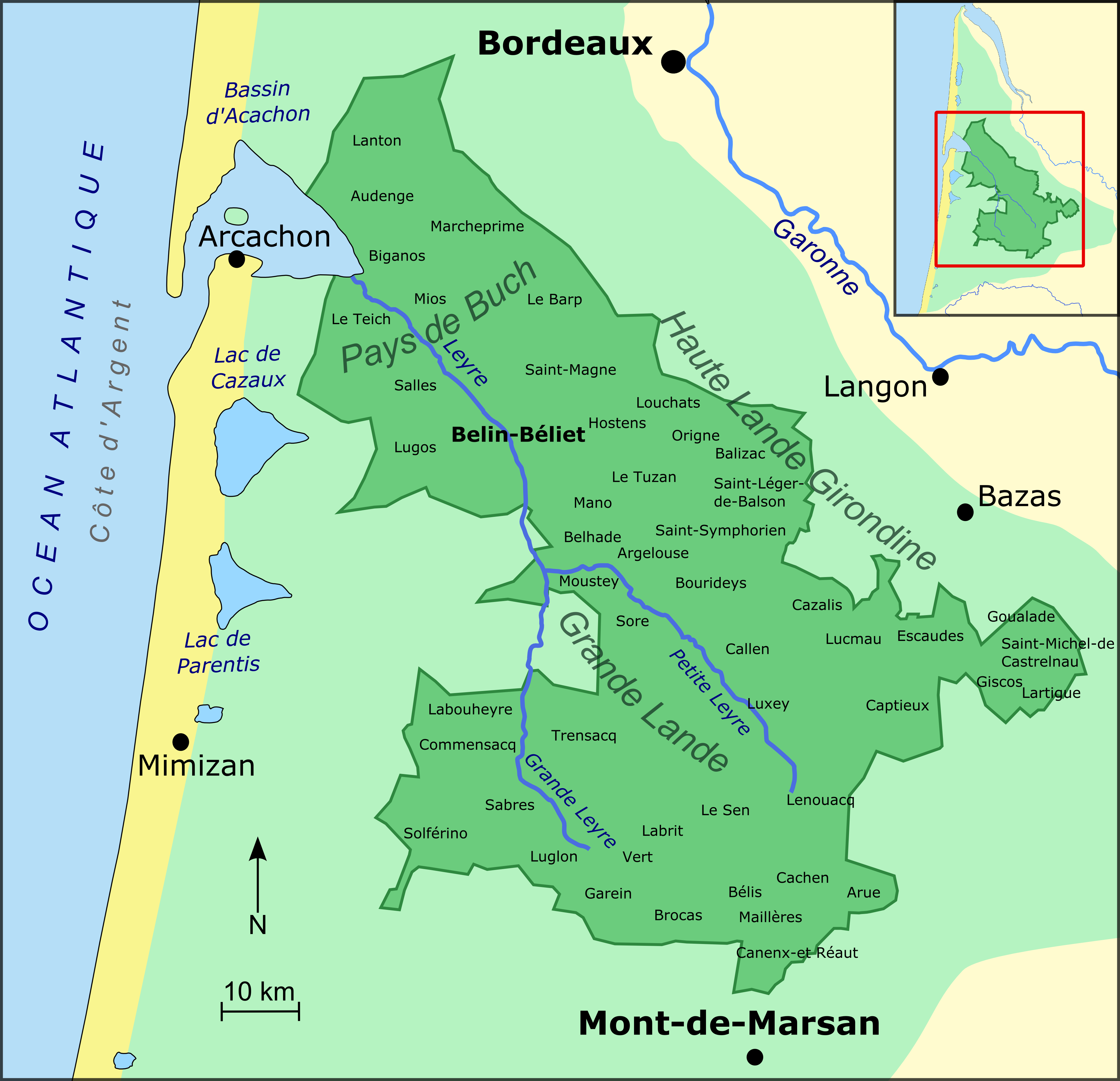
Carte du parc naturel régional des Landes de Gascogne.

- Le château de Ruat, construit au XVe siècle et réaménagé au XIXe siècle est inscrit monument historique en 1970[59].
- La salle des fêtes de style Arts déco baptisée « Salle publique » construite en 1933 et rénovée en 2017[60]
- Le parc ornithologique du Teich[61] existe depuis 1972[62]. Il permet de créer les conditions propices à la rencontre entre la faune sauvage et les visiteurs. Le parc ornithologique est une étape de repos pour la migration des oiseaux. On y trouve notamment de nombreuses cigognes qui font sa renommée.
- Le delta de L'Eyre est constitué par les deux bras principaux de l'Eyre. Il se visite par un sentier littoral sur 5 km de digues et permet de découvrir la richesse biologique du delta.
- Le pont de Cebron ou Chevrons[63] permet de traverser le bras occidental du delta de l'Eyre et de rejoindre par un sentier pédestre la route départementale D650 qui relie Le Teich à Biganos. Fragilisé en 2017, il est remplacé par une passerelle neuve prévue pour être achevée en mars 2019[64].
- Le Relais nature de Lamothe.
- La fontaine Saint-Jean est située sur l'ancien chemin vers Saint-Jacques-de-Compostelle et date du XVIIe siècle. La source était autrefois l'objet d'un culte qui est peut-être d'origine celtique et antérieur à la conquête romaine. Elle était une halte pour les pèlerins de Compostelle. L'eau de cette fontaine était très prisée pour soigner les maladies de la peau[65].

### Personnalités liées à la commune

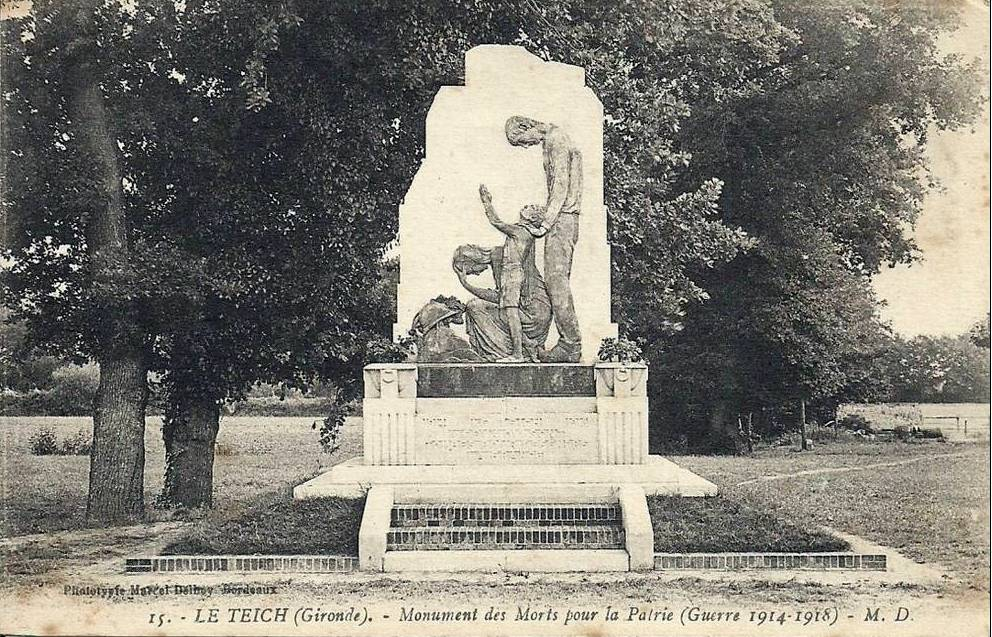
Le monument aux morts de la commune, conçu par Marcel Legrand.

Le peintre et sculpteur Marcel Legrand (1890-1933) a été maire du Teich de 1925 à 1928 ; on lui doit la conception du monument aux morts de la commune, réalisé par E. Chaveron et E. Jourde,.

### Héraldique
| Blason de {{{commune}}} | Blason  | Parti, au premier coupé au I écartelé d'azur au lion d'argent et de sable aux trois loups ravissants d'or et au II de gueules au château de trois tours d'argent, au second d'or aux trois pins parasols au naturel. |
| Blason de {{{commune}}} | Détails | Le statut officiel du blason reste à déterminer. |